# 北半园
北半园，是中国江苏省苏州市姑苏区的一个中国古典园林，位于白塔东路60号书香府邸平江府大酒店内，建于清朝。为苏州市文物保护单位。

## 历史
北半园即陆氏半园，为顺治十二年进士、官至洗马吴县沈世奕（字韩伯，号竹斋）所筑，初名“止园”。咸丰六年，道台、安徽人陆解眉扩建，取名“半园”（因在仓米巷史氏半园之北，今俗称“北半园”）。1954年在此办木器盆桶社，1956年改为织带厂，1966年为苏州第三纺织机械厂使用。1992年三纺机厂出资维修半园，向公众开放。2007年工厂迁出。2009年8月起由创元集团公司整修。

## 建筑
北半园在住宅东部，住宅现已不存，现存园林面积1130平方米，布局紧凑，注重借景、对景、障景等手法，错落有致。水池居中，环以知足轩、船厅、水榭、曲廊、半亭等建筑，以曲廊相连。陆解眉遵循“知足而不求齐全，甘守其半”的生活哲学，构思独特，建筑多以“半”为特色，半山半水半入园，半桥半亭半廊曲。
1982年北半园列为苏州市文物保护单位。2015年8月加入第一批《苏州园林名录》。